# La Palma, Tlapacoya
La Palma är en ort i Mexiko.   Den ligger i kommunen Tlapacoya och delstaten Puebla, i den sydöstra delen av landet, 150 km nordost om huvudstaden Mexico City. La Palma ligger 1 083 meter över havet och antalet invånare är 101.
Terrängen runt La Palma är kuperad åt nordväst, men åt sydost är den bergig. Runt La Palma är det ganska tätbefolkat, med 160 invånare per kvadratkilometer. Närmaste större samhälle är Olintla, 17,6 km öster om La Palma. Omgivningarna runt La Palma är en mosaik av jordbruksmark och naturlig växtlighet.